# Форбс (озеро)
Форбс (англ. Forbes Lake) — озеро в северной части провинции Саскачеван (Канада).

## География
Озеро Форбс располагается между 55°45' и 56°00' северной широты и 104°30' и 105°00' западной долготы, примерно в 90 км к северо-северо-востоку от города Ла-Ронж (город). Из озера Ла-Ронж в озеро Форбс можно добраться водным путём через систему озёр и рек в бассейне реки Черчилл. Связь с озером Форбс осуществляется также с использованием гидросамолётов.
Озеро Форбс имеет вытянутую форму (примерно 12 км в длину и 2 в ширину). Оно расположено в преимущественно низменной местности, с холмами не выше 300 м над уровнем моря. Геологически местность представляет собой слоистую структуру, сложенную из метаосадочных и вулканических горных пород, что находит своё выражение в вытянутой форме озёр и линейных грядах холмов. Сами холмы образованы гранитными выходами. Топография местности практически не испытала влияния ледников, ледниковые отложения (песок, глина, гравий, валуны, торфяные болота) представлены тонким слоем, не везде скрывающим основную породу, обнажения которой занимают от трети до половины площади региона. В частности, северный берег озера Форбс и острова на озере сложены из кислых магматических пород (полевые шпаты, кварц, биотит, местами, вероятно, андезит). Встречаются мафические выходы на поверхность базальта и туфа. В южной части озера метавулканические (включая гранит и мелкозернистый порфир) и туфовые породы перемежаются осадочными пелитами, псаммитами и псаммопелитами. Экономический интерес представляют имеющиеся вблизи от озера Форбс выходы на поверхность пирротинов, в том числе в местности, прилегающей к его юго-восточному берегу, и пиритов.

## Животный мир
В число рыб, обитающих в озере Форбс, входят озёрный голец-кристивомер (Salvelinus namaycush), светлопёрый судак и щука. В 2010-х годах вылов озёрного гольца в озере форбс ограничен одним экземпляром на рыбака.